# Zu den Rittern

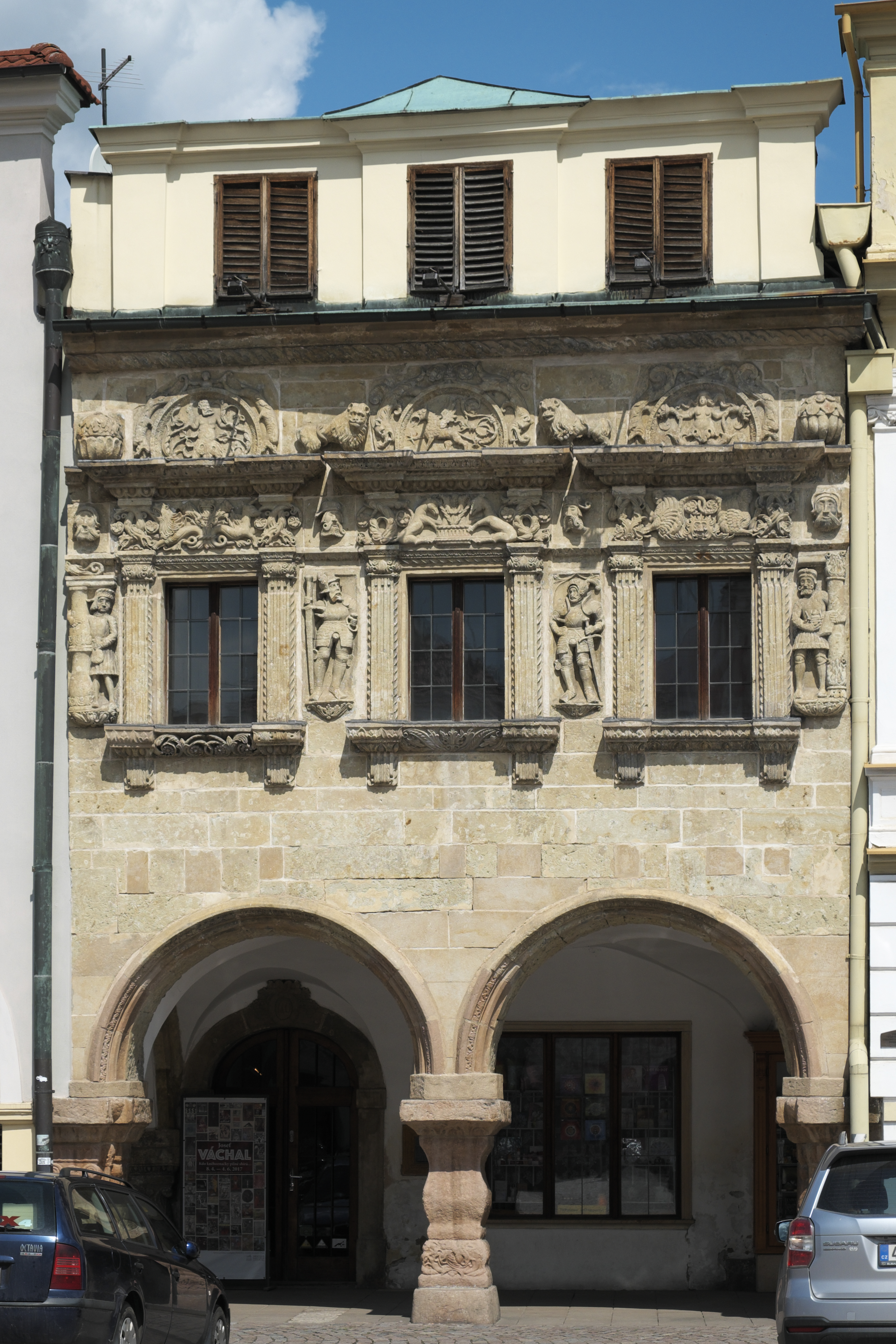
Haus Zu den Rittern in Litomyšl

Das Gebäude Zu den Rittern (tschechisch U Rytířů) in Litomyšl (deutsch Leitomischl), einer Stadt im Bezirk Svitavy in der ostböhmischen Region Pardubice, wurde in den 1540er Jahren errichtet. Das Haus mit der Nr. 110 am Marktplatz ist ein geschütztes Kulturdenkmal.
Der plastische Fassadenschmuck des Wohnhauses mit bewaffneten Männern und Tier- und Pflanzenmotiven wird dem Steinmetz Blažek zugeschrieben, der auch beim Umbau des Schlosses in Pardubice mitarbeitete.

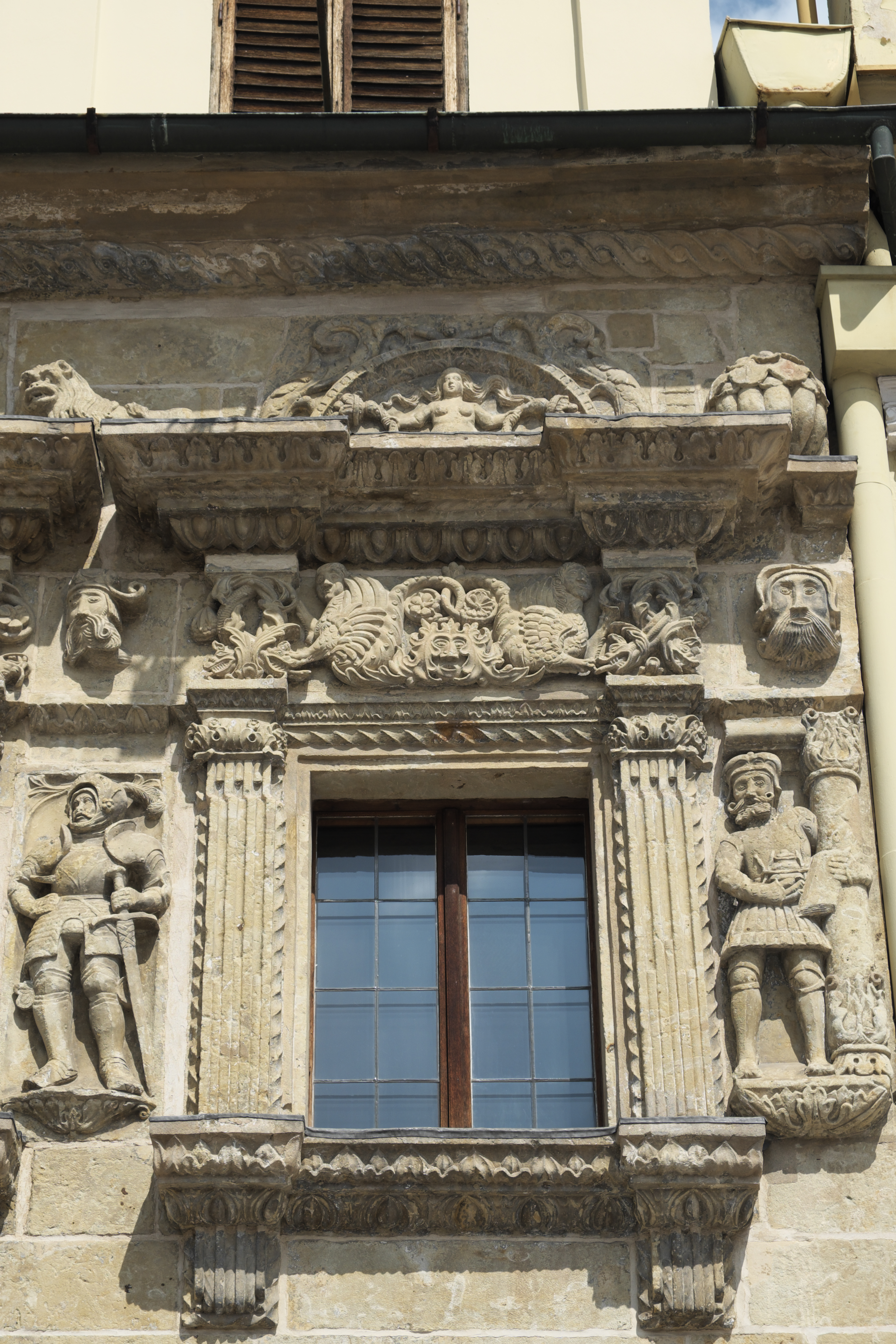
Fassadenschmuck
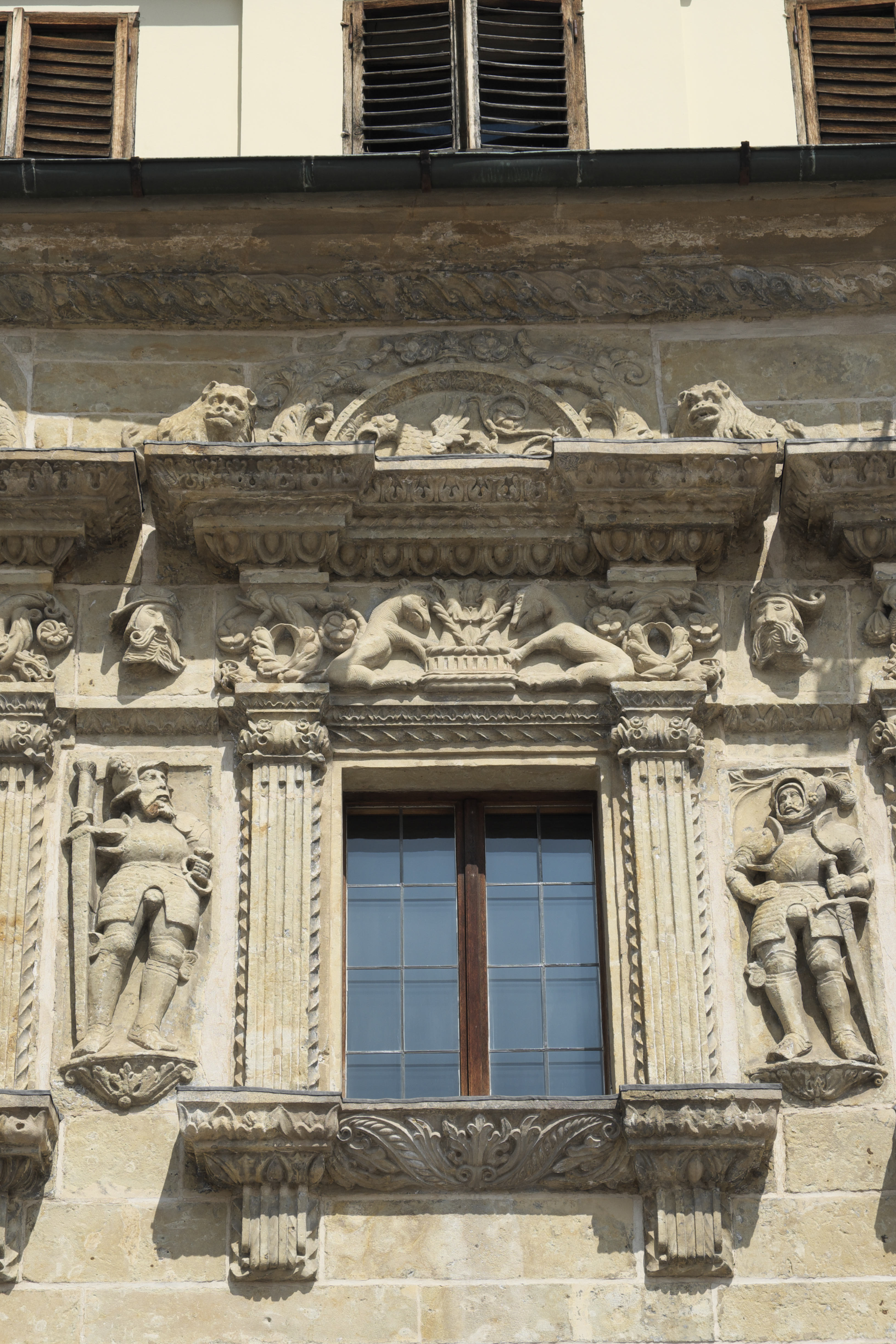
Fassadenschmuck
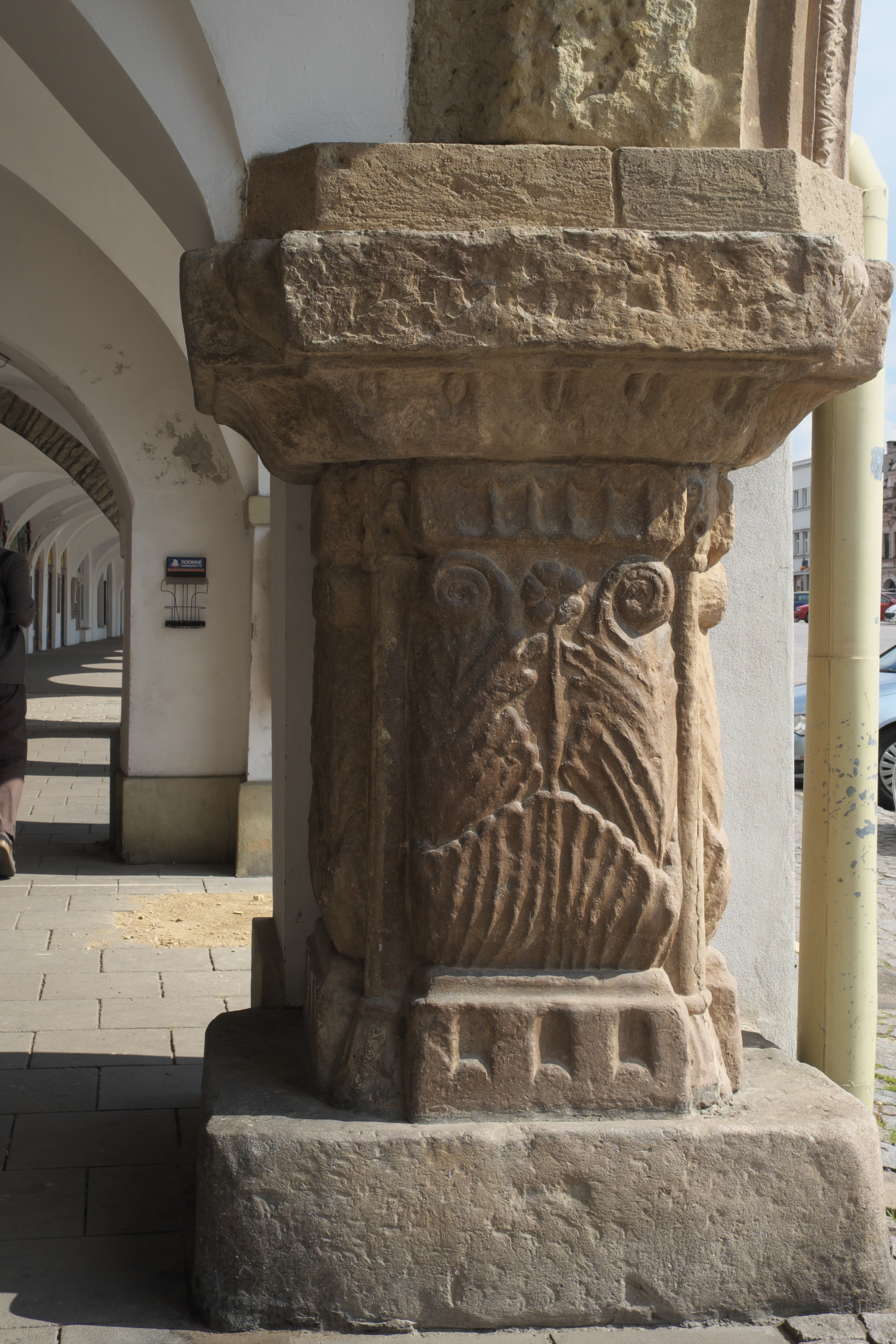
Säule des Laubengangs
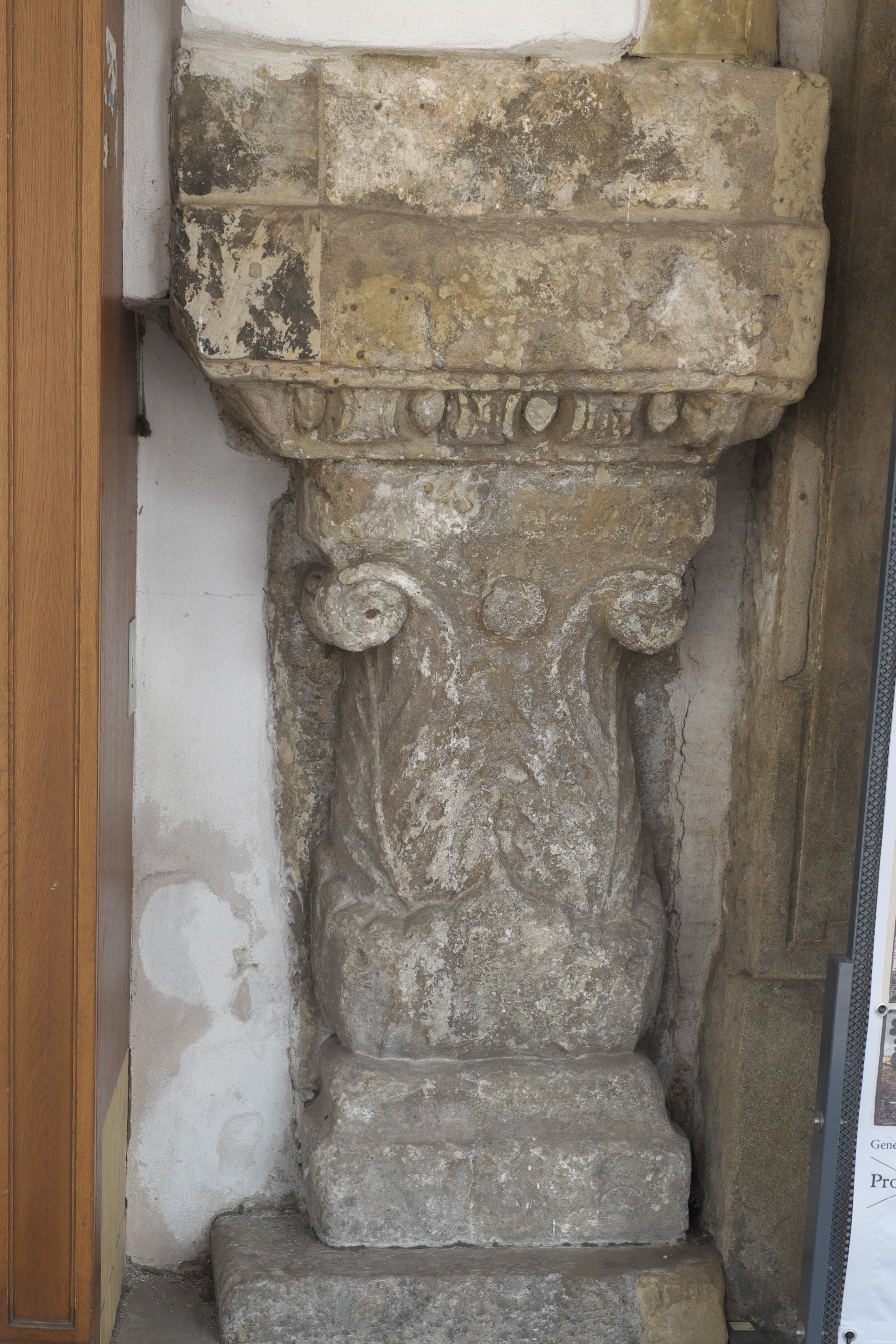
Säule des Laubengangs